# Prima battaglia di Coron
La prima battaglia di Coron è una battaglia della prima guerra di Vandea avvenuta tra il 9 e l'11 aprile 1793 a Coron.

## La battaglia
Il 9 aprile 1793, i vandeani comandati da Jean Nicolas Stofflet, stanziati nella città di Coron, furono attaccati dai repubblicani del generale François Leigonyer. Dopo un primo giorno di combattimenti i repubblicani furono respinti e Leigonyer sferrò un nuovo attacco nel giorno successivo, riuscendo a mandare in rotta i vandeani, che si ritirarono a Chemillé.
L'11 aprile, però, dopo aver ricevuto rinforzi, Stofflet fece ritornò a Coron, ma venne definitivamente respinto da una carica repubblicana prima che potessero entrare in città. I vandeani sconfitti si ritirano a Mortagne-sur-Sèvre.